# Justizamt Harzgerode
Das Justizamt Harzgerode war 1810 bis 1850 eine Gerichts- und Verwaltungseinheit im Herzogtum Anhalt-Bernburg mit Sitz in Harzgerode.

## Geschichte
Ab 1810 wurden die landesherrlichen Verwaltungs- und Gerichtseinheiten in Anhalt-Bernburg einheitlich Justizamt genannt, entsprechend bildete das bisherige Amt Harzgerode nun das Justizamt Harzgerode. Es umfasste die Stadt Harzgerode und die Dörfer Neudorf, Schielo, Tilkerode, Siptenfelde, Lindenberg und Alexisbad. Es war das größte Justizamt im Herzogtum.
Das Justizamt war sowohl Gericht erster Instanz als auch Verwaltungsbehörde. Als Appellationsgericht diente die herzogliche Regierung in Bernburg.

## Neuorganisation 1849/50
Mit der Märzrevolution war eine umfassende Verwaltungs- und Justizreform verbunden. Die Trennung der Rechtsprechung von der Verwaltung wurde eingeführt und die Patrimonialgerichte abgeschafft. Die Verwaltungsaufgaben übernahmen die Kreisämter und die Gerichtsfunktionen die Kreisgerichte und Kreisgerichtskommissionen. Für die Justiz entstand so das Kreisgericht Ballenstedt mit einer Gerichtskommission in Harzgerode. Dieses war dem Oberlandesgericht Dessau in zweiter und dem Preußischen Obertribunal als letzter Instanz nachgeordnet. Die Verwaltungsaufgaben übernahm das Kreisamt Ballenstedt.